# Moombahton
Moombahton (/ˈmuːmbətɒn/,  MOOM-bə-ton) là một thể loại nhạc dance điện tử có sự kết hợp giữa 2 thể loại âm nhạc là house và reggaeton và được tạo ra bởi DJ và nhà sản xuất người Mỹ Dave Nada (tên khai sinh David Villegas) ở Washington, D.C., năm 2009. Đặc điểm của moombahton gồm có tiếng bass dày và lan tỏa, đoạn builds hưng phấn, và nhịp trống two-step, với phần fills nhanh. Moombahton thường gồm cả tiếng đàn synthesizers và một đoạn rap acappella.